# Peter Lik
Peter Lik, né à Melbourne en 1959, est un photographe de paysage  australien.
Il est  connu pour avoir vendu la photographie la plus chère du monde, Ghost (ou Phantom) 8 millions  et demi d'euros.

## Biographie
Lik est né à Melbourne en Australie en 1959, de parents tchèques qui ont immigré à la suite de la Seconde Guerre mondiale,. 
Il a réalisé sa première photo à l'âge de 8 ans, lorsque ses parents lui ont donné un Kodak Brownie pour son anniversaire. Le sujet de sa première photo a été une toile d'araignée prise dans le jardin de la maison familiale. Dans sa jeunesse, Lik emportait sa caméra pendant les vacances de famille et prenait aussi dans le même temps des clichés du paysage et des étendues de mer. Il a continué ses clichés dans les campagnes et dans les régions sauvages d'Australie, souvent accompagné par son ami et collègue photographe, Michael Plumridge. En tant que photographe, Lik est un autodidacte, qui a appris principalement par essai et erreur.
En 1984, Lik a fait son premier voyage pendant un an autour des États-Unis dans un vieux van. Alors qu'en Alaska, il a fait usage pour la première fois de caméras panoramiques et a acquis de l'expérience sur les photographies grand format. À son retour en Australie, il a continué à expérimenter les photographies grand format. 
En 1989, Lik repart aux États-Unis, entreprenant le projet de photographier l'ensemble des 50 États. Il a vendu certaines de ses photos pour des calendriers et pour des cartes postales. Les photos de son projet ont ensuite été recueillies dans son livre de 2003 Spirit of America.
Lik a passé le début des années 1990 à travailler pour le Service du tourisme du Queensland, en Australie, en voyageant à travers l'Outback et en photographiant des zones peu connues. 
En 1994, il a déménagé à Las Vegas, dans le Nevada, où il a ouvert Lik USA, qui est une entreprise d'impression et de cadrage de photos. Il a lancé sa propre société d'édition, Lik Publishing, dans le milieu des années 1990. La société a produit des livres, des cartes postales et des calendriers professionnels. 
En 1997, il publie son premier livre Australia: Images of a Timeless Land. 
En 2010, il sort un livre rétrospectif de ses 25 ans de photographie : 25th Anniversary Big Book. Un livre en cuir de 580 pages pesant moins de 20 kg et contenant plus de 500 images.

### La photographie la plus chère du monde
En décembre 2010, Lik a vendu une photo 1 million de dollars à un collectionneur anonyme, sa vente la plus élevée à ce moment-là. La photo intitulée « One » a été prise sur les rives de la rivière Androscoggin au New Hampshire. Lik a déclaré qu'une seule copie de la photo serait imprimée. Selon BuzzFeed, à partir de 2011, le prix du cliché « One » en fait la 11e photographie la plus chère du monde.

### Ghost
Après la victoire de la Meilleure Photographie dans la Catégorie Art in Nature de 2010 au Windland Smith Rice International Awards, «Ghost » (réalisé à Antelope Canyon, Arizona) a été sélectionné dans le cadre d'une exposition de la photographie de la nature en mai 2011 à la Smithsonian Institution, Musée National d'Histoire Naturelle à Washington, DC. La photo a été prise dans une grotte avec la lumière du soleil entrant dans un trou au-dessus, créant une aura fantomatique. Son "Inner Peace" a remporté le prix international Windland Smith Rice International, et a été exposé au Smithsonian d'avril à septembre 2012.
En décembre 2014, Lik aurait vendu cette photographie à un anonyme, un soumissionnaire pour 6,5 millions de dollars, ce qui en fait potentiellement la photographie la plus chère de l'histoire,,. L'annonce faite par Lik a été accueillie avec beaucoup de scepticisme par le monde de la photographie. Les transactions de la vente n'ont jamais été prouvées et l'acheteur mystérieux n'est jamais venu.
Lorsqu'il a été interrogé par le New York Times sur la valeur de revente de son travail, Like a répondu: "C'est comme une Mercedes-Benz. Vous la revendez, elle perd la moitié de sa valeur.".

### Galeries
En 1997, Lik a ouvert sa première galerie d'art, à Cairns, en Australie. Il a ouvert sa deuxième galerie à Lahaina, Hawaii, en 2003, et sa troisième galerie à Las Vegas au Caesars Palace en 2005. 
Le Peter Lik Fine Art Photography a ouvert ses portes à la Plaza de l'Hôtel (à Manhattan), en novembre 2008, dans le cadre d'un nouveau hall d'entrée haut de gamme pour l'hôtel. 
Il a ouvert une autre galerie à Manhattan, dans le quartier de SoHo. Au total, il a quatre galeries à Las Vegas et neuf autres aux États-Unis.

### Télévision
Lik a aussi animé une émission de télévision From the Edge with Peter Lik pour la saison de 2011 sur la chaîne The Weather Channel.From the Edge with Peter Lik a commencé à être diffusé sur la chaîne The Weather Channel, le 31 mars 2011, pour une saison avec Lik. 
La série documentaire a suivi Lik sur ses voyages à travers les États-Unis à la recherche de clichés, tels que les volcans d'Hawaï, les montagnes du Montana en Arizona, le Grand Canyon, et le du Parc national de Denali en Alaska. L'émission fut le premier programme original de The Weather Channel.

## Technique photo
Lik est surtout connu pour ses photographies grand format, et pour la grande taille et la qualité globale de ses tirages. 
Il réalise généralement ses panoramas avec une caméra Linhof Technorama 617. Il photographie aussi en numérique, en utilisant principalement les appareils Phase One et Nikon. 
Il imprime la plupart de ses photos sur le papier FujiFlex à halogénure d'argent, ce qui augmente la sensibilité et la luminosité de la lumière et aide à accentuer les couleurs vives de l'impression.

## Honneurs et récompenses
- Nature's Best Photography Maître de la Photographie, de l'Institut Australien de la Photographie Professionnelle, 2002
- Maître de la Photographie, Photographes Professionnels d'Amérique, 2010
- Membre de l'Institut britannique de la Photographie Professionnelle, 2010
- Membres de la Royal Photographic Society, 2010
- Nature's Best Photography Windland Smith Riz Vainqueur du Prix International catégorie Art in Nature , "Ghost at Antelope Canyon", 2010
- Médailles d'argent, Epson International Pano Awards, pour "Ancient Spirit", "Angel's Heart" et "Sacred Sunrise", 2011[24]
- Nature's Best Photography Prix international Windland Smith Rice - Vainqueur de "Plant Life", "Japanese Maple", 2011
- American Aperture Awards, Meilleur Paysage/Paysage/Nature, 2013[25]